# Henri de Riedmatten
Henri de Riedmatten OP (* 19. März 1919 in Sitten; † 9. April 1979 in Rom) war ein Schweizer römisch-katholischer Geistlicher und Ordensmann.

## Leben
Er trat 1939 ins Priesterseminar in Rom und 1940 in den Dominikanerorden ein. Nach der Priesterweihe 1945 studierte er Philosophie und Theologie in Frankreich, Rom, Oxford und Freiburg im Üechtland, dort  promovierte er auch. 1967 wurde er zum ständigen Beobachter des Hl. Stuhls bei den internationalen Organisationen in Genf ernannt. 1971 berief ihn Papst Paul VI. zum Generalsekretär des Päpstlichen Rats Cor Unum.

## Schriften (Auswahl)
- Les actes du procès de Paul de Samosate. Étude sur la christologie du 3. au 4. siècle. Fribourg 1952, OCLC 936436612.
- Die Völkergemeinschaft. Köln 1969, OCLC 612102239.